# Лонг, Эдвин
Эдвин Лонгсден Лонг (англ. Edwin Longsden Long; 12 июля 1829, Бат — 15 мая 1891, Лондон) — английский жанровый художник и портретист, автор многих картин на исторические и библейские сюжеты.

## Биография

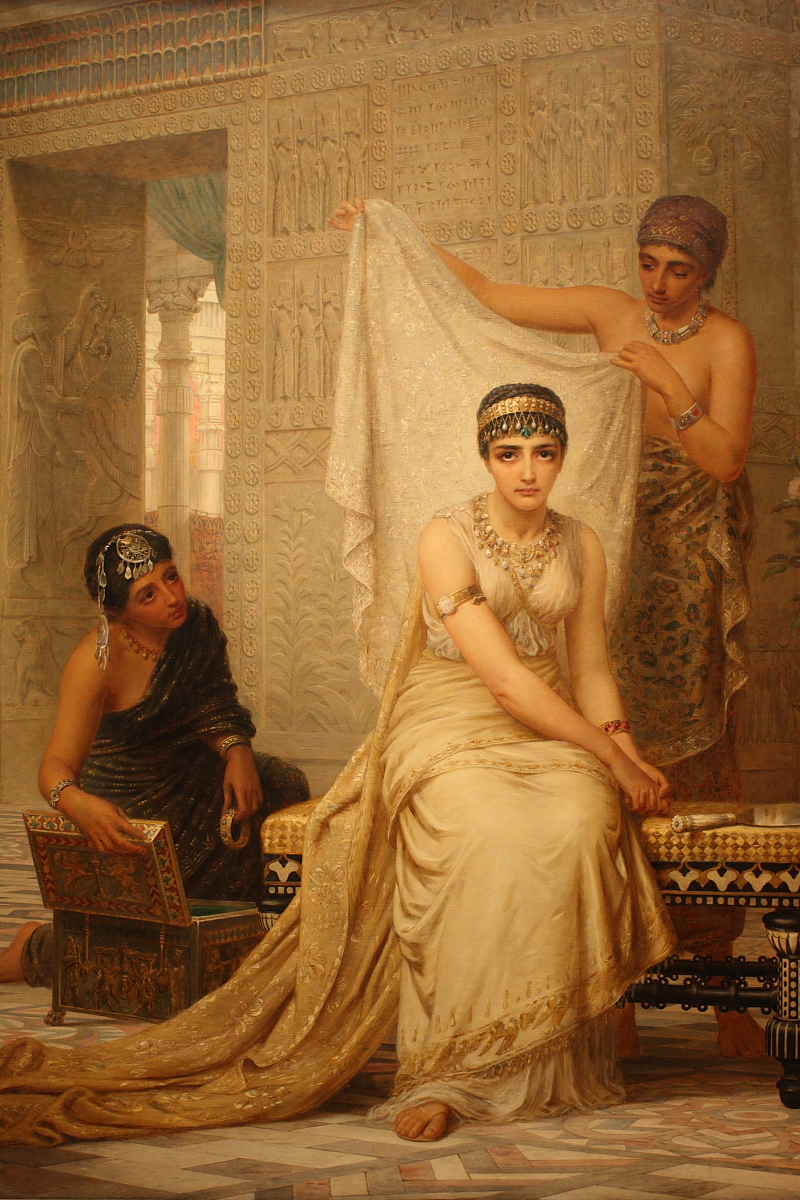
«Царица Эсфирь» (1878)

Родился 12 июля 1829 года в Бате (графство Сомерсет) в семье парикмахера Джеймса Лонга, происходившего из Келстона. Получил образование в местной школе профессора Чарльза Винера. Освоив профессию художника, переехал в Лондон и учился в Британском музее. Впоследствии стал учеником Джеймса Мэтьюза Ли и сначала писал портреты Чарльза Гревилла, лорда Ибри и др.
Вместе с шотландским художником Джоном Филлипом побывал в Испании, где был очарован живописью Веласкеса и других испанских мастеров. Его ранние произведения, такие как «La Posada» (1864), «Дорога в Гранаде» (1867) и «Лазарила и слепой нищий» (1870), создавались под их влиянием. Первыми заметными его работами стали «Просительницы» (1872) и «Вавилонский рынок невест» (впоследствии куплена Томасом Холлоуэем). В 1874 году он посетил Египет и Сирию, что оказало сильное влияние на тематику его картин: он окончательно обратился к сценам из восточной жизни и археологии. Яркими примерами данного периода являются «Египетский праздник» (1877), «Боги и их создатели» (1878). Один из эскизов к «Египетскому празднику» переработан был в самостоятельную картину «Восточная фаворитка», более известную под названием «Жемчужина Востока» (1880). 

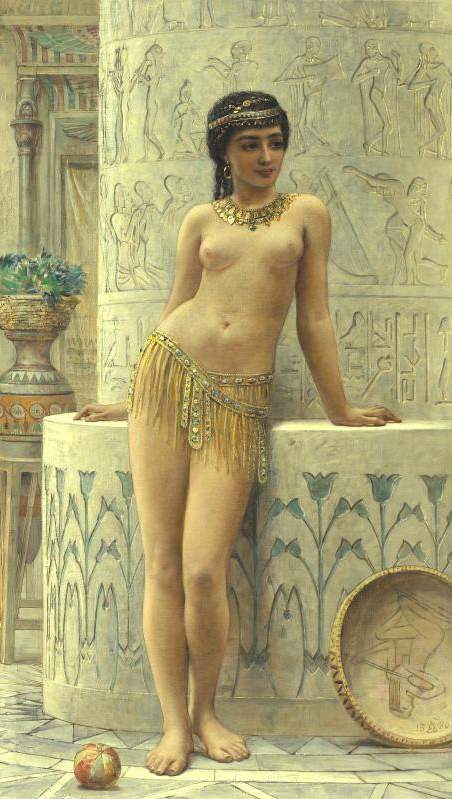
«Жемчужина Востока» (1880)

В 1870 году избран был членом Королевской академии, а в 1881 году стал академиком. Его работы пользовались успехом и копировались на гравюрах, особое признание принесла ему картина «Диана или Христос?» (1881). В 1883 году он решился выставить несколько следующих своих произведений в лондонской галерее на Бонд-Стрит. Наибольший коммерческий успех имели такие его вещи, как «Анно Домини» («Бегство в Египет») и «Зевксис в Кротоне».

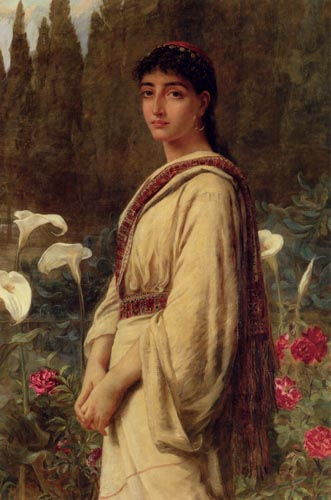
«Восточная лилия» (1885)

Умер 15 мая 1891 года на 62 году жизни от пневмонии, последовавшей после гриппа, в своём доме «Келстон» в Хэмпстеде. Похоронен на кладбище Вест-Хэмпстед. Написанное в день смерти завещание послужило предметом судебного иска родственников, но в конечном итоге дело между ними разрешилось полюбовно.

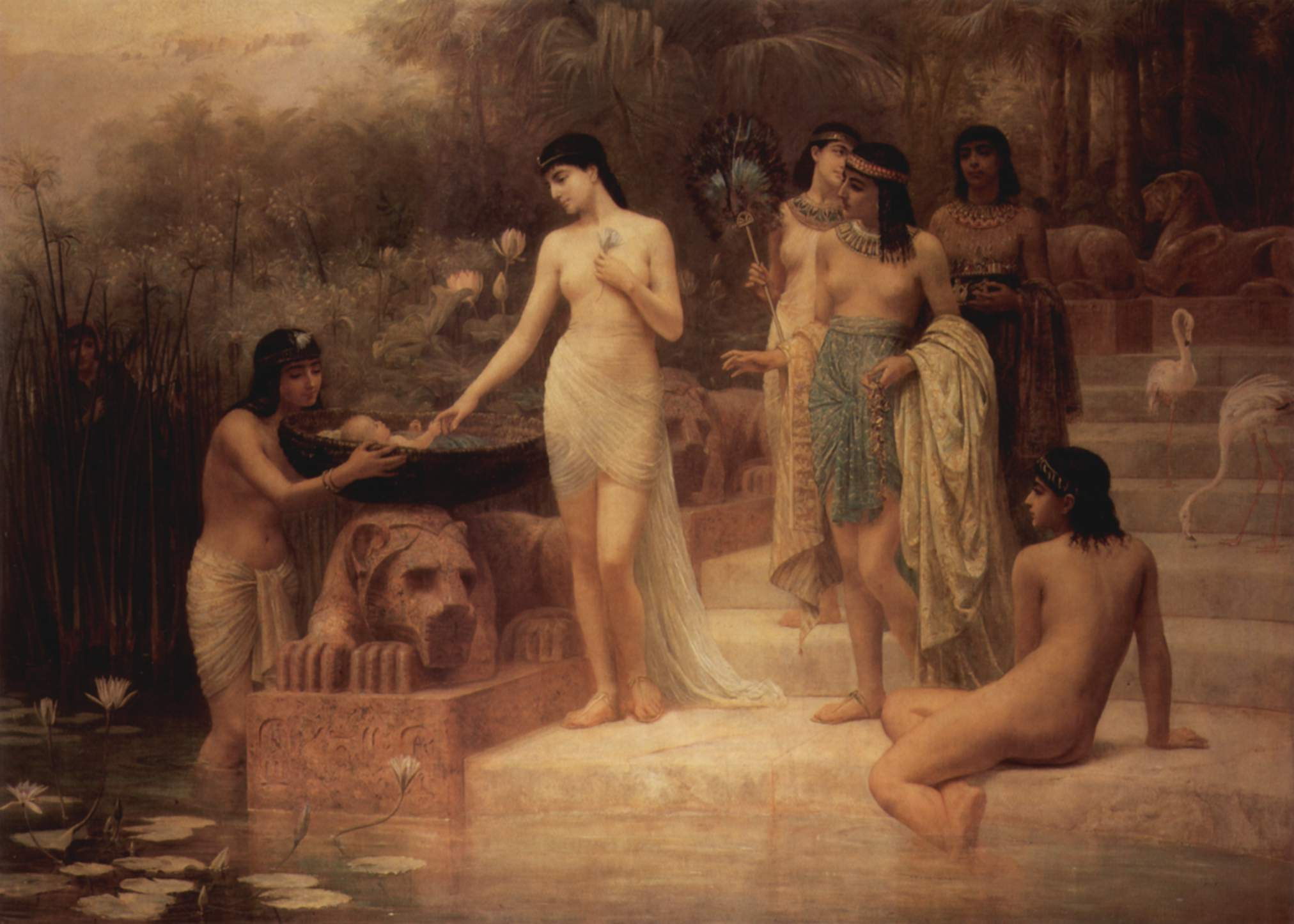
«Обретение Моисея» (1886)

Был женат на дочери доктора Уильяма Айтона. Его сын Морис Лонг погиб в железнодорожной аварии в испанском Бургосе 23 сентября 1891 года.

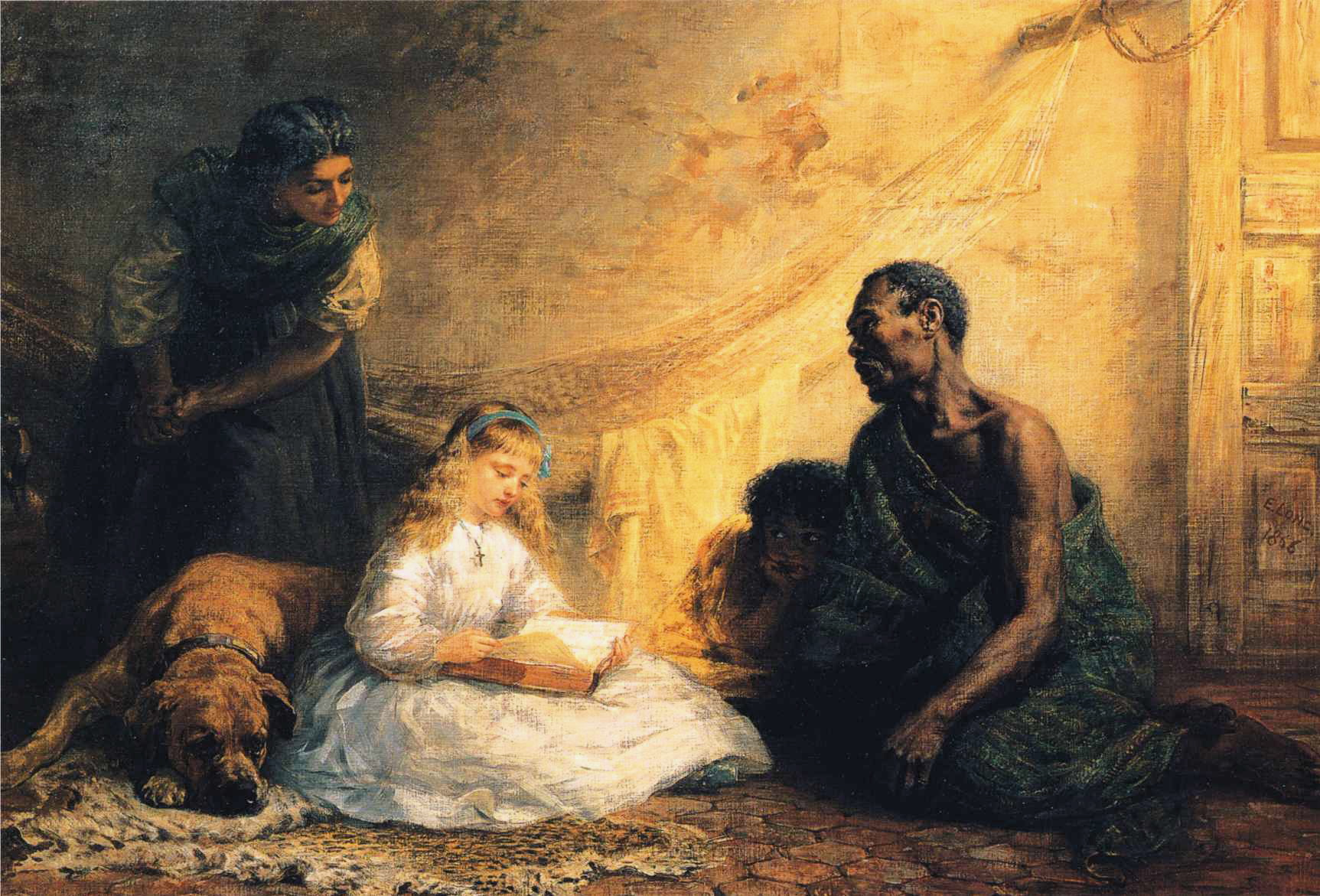
«Дядя Том и маленькая Ева» (1886)

## Наследие
После смерти Лонга его картины в галерее на Олд Бонд-стрит составили основу картинной галереи Христианского искусства в галерее на Нью-Бонд-стрит, заменив там работы Гюстава Доре. При жизни ему приносили покровительство и крупные гонорары именно портреты влиятельных современников, не имевшие позже такой популярности, как его жанровые картины. Среди его портретов выделяются портреты его главной покровительницы баронессы Бердетт-Куттс и её подруги миссис Браун, а также Генри Ирвинга. Незадолго до своей смерти Лонг написал портрет графа Иддесли для Национальной портретной галереи, портреты кардинала Мэннинга (возможно, лучшая его работа в жанре), Сэмюэла Казинса, сэра Эдмунда Хендерсона и др. По словам искусствоведа Лайонела Каста, «его ранние работы демонстрируют немалый талант и заслуживают полученного успеха и популярности», но его поздние вещи «страдают от постоянных повторов типажей, что приводит к однообразию».

## Картины
- Просители — The Suppliants (1864)

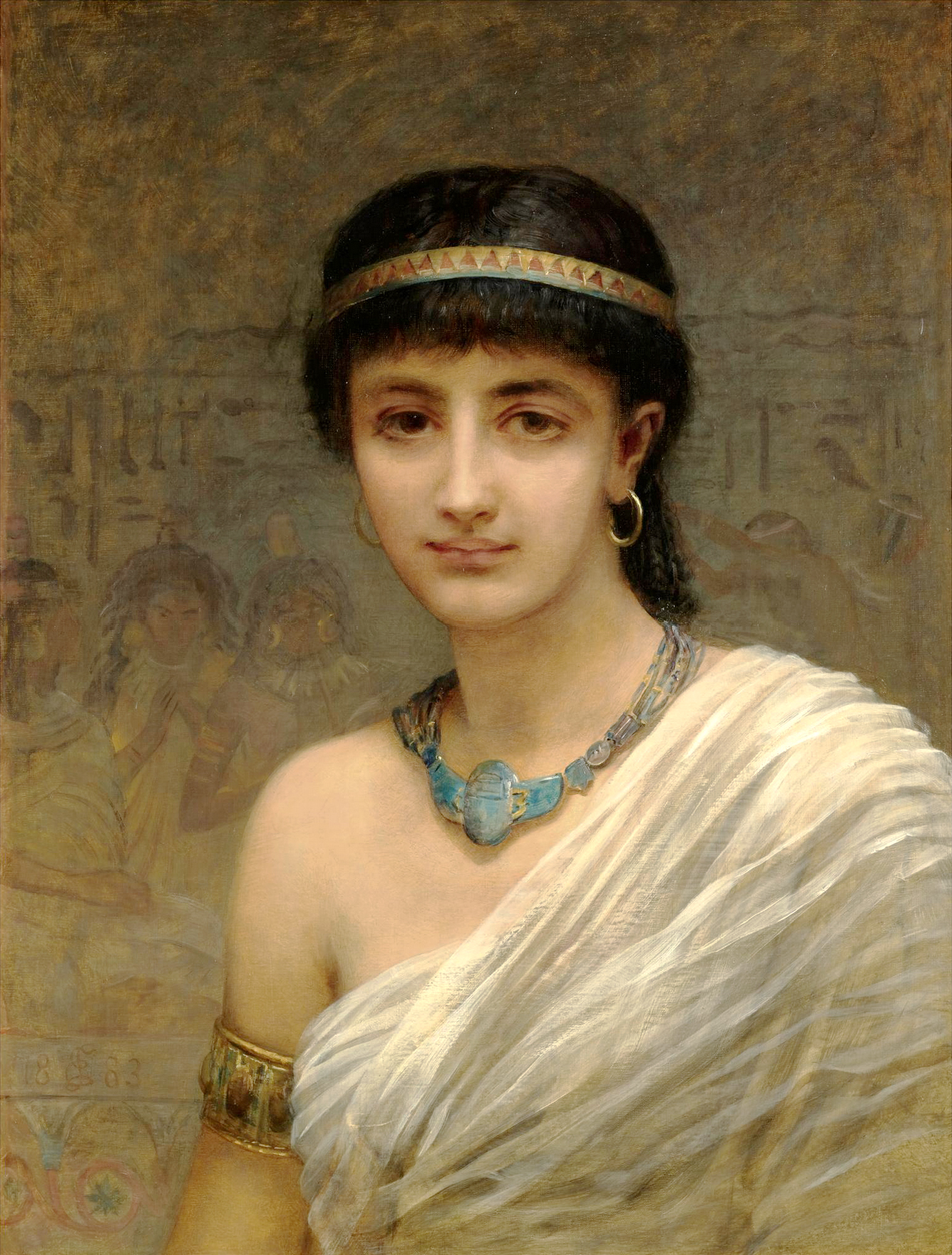
«Служительница Исиды» (1890)

- Испанская цветочница — A Spanish Flower Seller (1867)
- Дорога в Гранаде — The Road in Granada (1867)
- Лесник — The Gamekeeper (1869)
- «Usted Gusta» (1870)
- Вопрос приличия — A Question of Propriety (1870)
- Уличная сцена в Испании — A Street Scene in Spain (1871)
- Благословление — The Approval (1873)
- Мавританские новообращённые архиепископом Хименесом — The Moorish proselytes of Archbishop Ximines (1873)
- Primero Segundo y Basso Profondo (1873)
- Вавилонский рынок невест — The Babylonian Marriage Market (1875)
- Встреча в благотворительном обществе Доркас в VI веке — A Dorcas Meeting in the 6th Century (1873—1877)
- Египетский праздник — An Egyptian Feast (1877)
- Боги и их создатели — The Gods and their Makers (1878)
- Царица Эсфирь — Queen Esther (1878)
- Вашти не откликается на призыв царя — Vashti Refuses the King’s Summons (1879)
- Восточная фаворитка, или «Жемчужина Востока» — The Eastern Favourite (1880)
- Ассирийская пленница — The Assyrian Captive (1880)
- До её внимательного уха долетели звуки музыки — To Her Listening Ear Responsive Chords of Music Came Familiar (1881)
- Диана или Христос? — Diana or Christ? (1881)
- Бегство в Египет — Anno Domini (1883)
- Главк: Задумчивый — Glauke: Pensive (1883)
- Фисба — Thisbe (1884)
- Пятёрка избранных — The Chosen Five (1885)
- Восточная лилия — Eastern Lily (1885)
- Иеффайский обет: мученик — Jepthah’s Vow: the Martyr (1885)
- Муки любви — Love’s Labour Lost (1885)
- Дядя Том и маленькая Ева — Little Eva and Uncle Tom (1886)
- Обретение Моисея — The Finding of Moses (1886)
- Англия — Первоцвет. Из серии «Дочери нашей империи» — The Daughters of Our Empire (1887)
- Дворцовый страж — The Palace guard (1887)
- Служительница священных ибисов Алета в храме Исиды — Alethe Attendant of the Sacred Ibis in the Temple of Isis (1888)
- Священнодействие в честь Баст — Sacred to Pasht (1888)
- Лорд Рэндольф Черчилль — Lord Randolph Churchill (1888)
- Подготовка к празднику Анубиса — Preparing For The Festival Of Anubis (1889)
- Готовая к купанию — Ready for the Bath (1891)
- Ионийская продавщица глиняной посуды — The Ionian pottery seller
- Мэри Дикинсон, виконтесса Клифден — Mary Dickinson, Viscountess Clifden

## Галерея

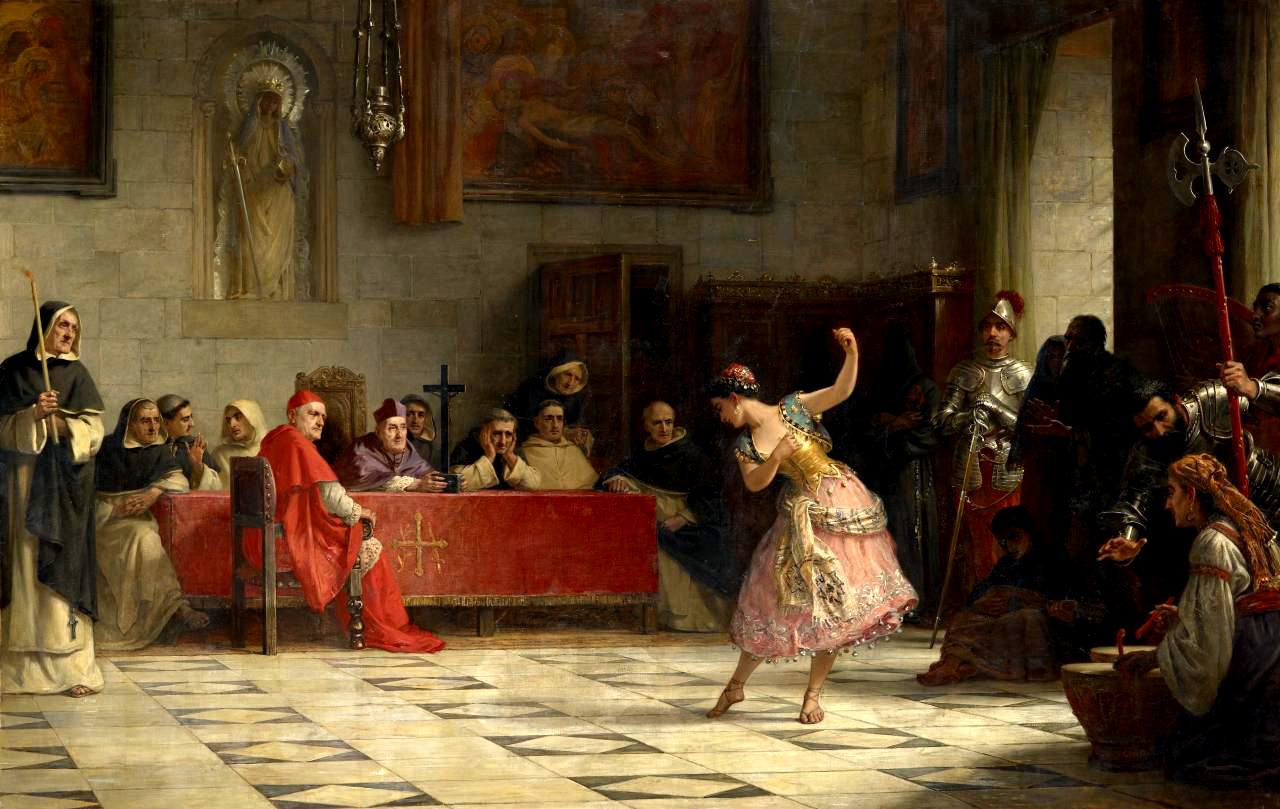
Вопрос приличия (1870)
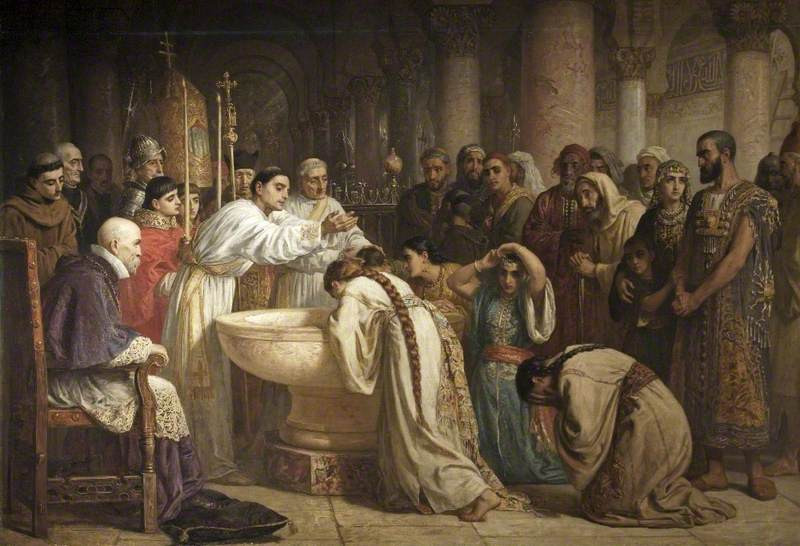
Мавританские новообращённые архиепископом Хименесом (1873)
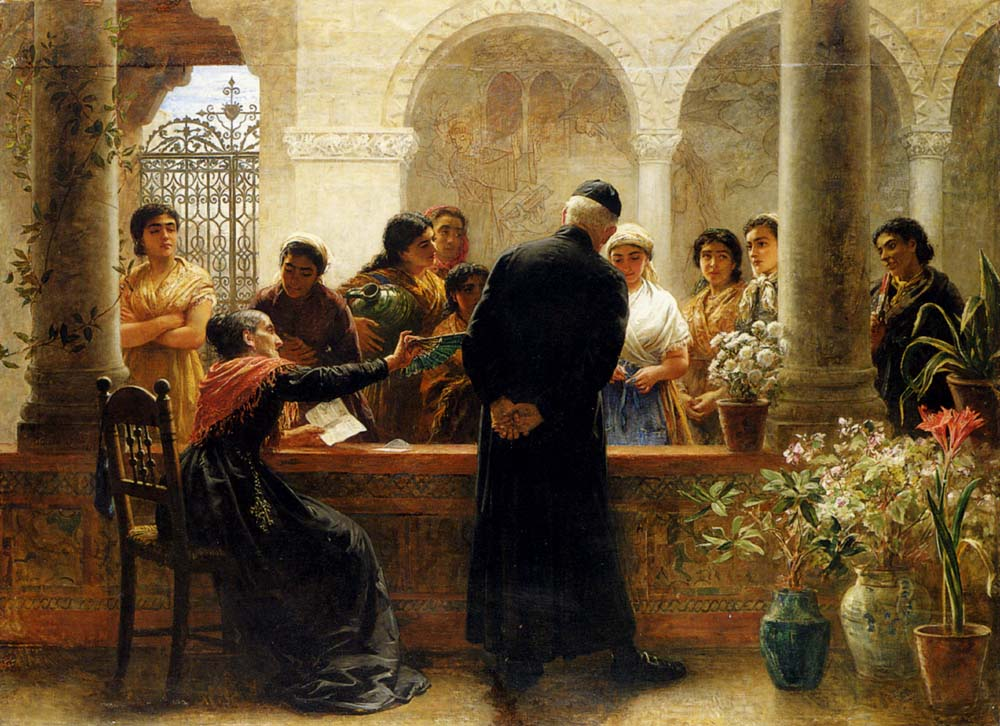
Благословление (1873)
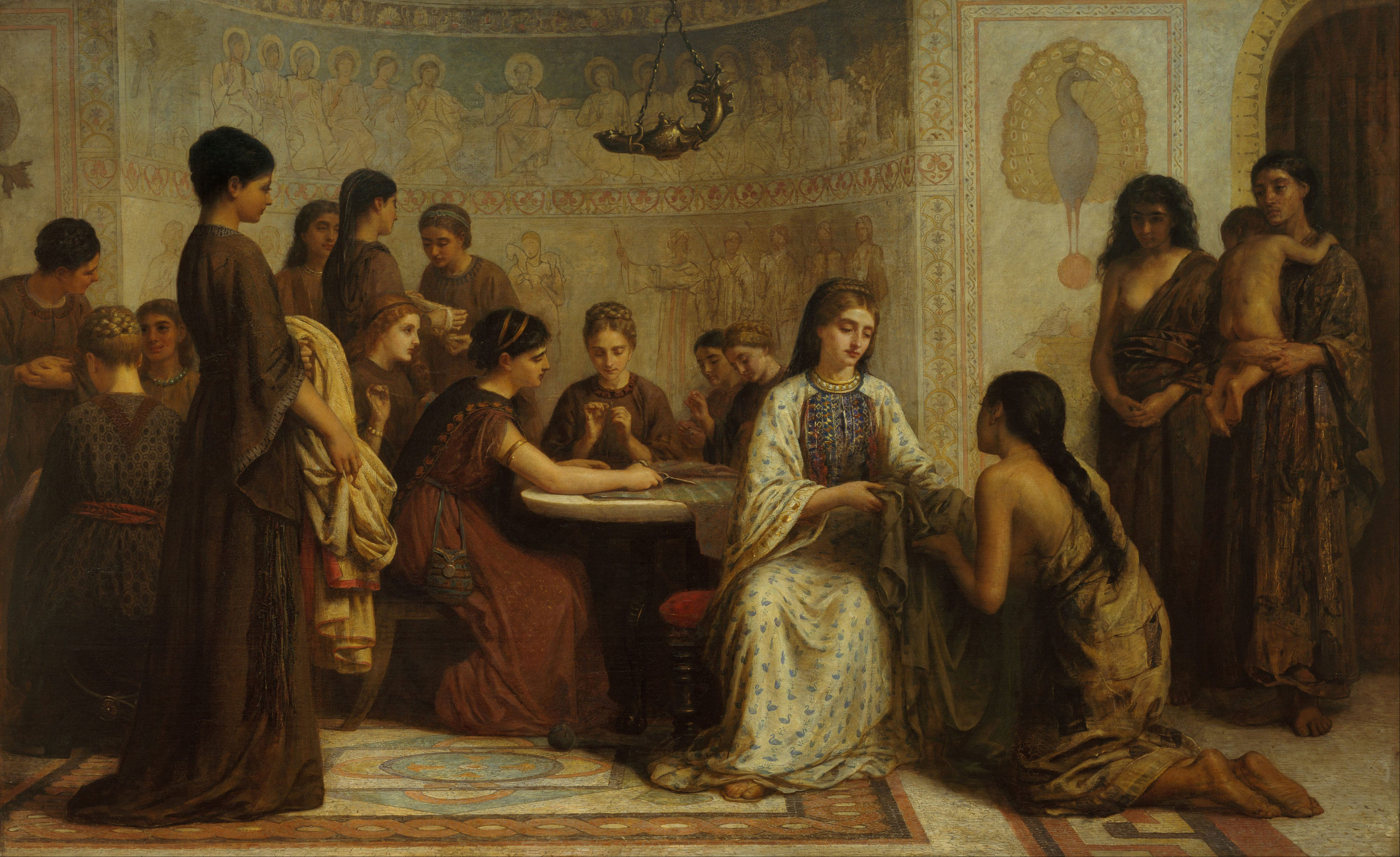
Встреча в благотворительном обществе Доркас, VI век (1873—1877)
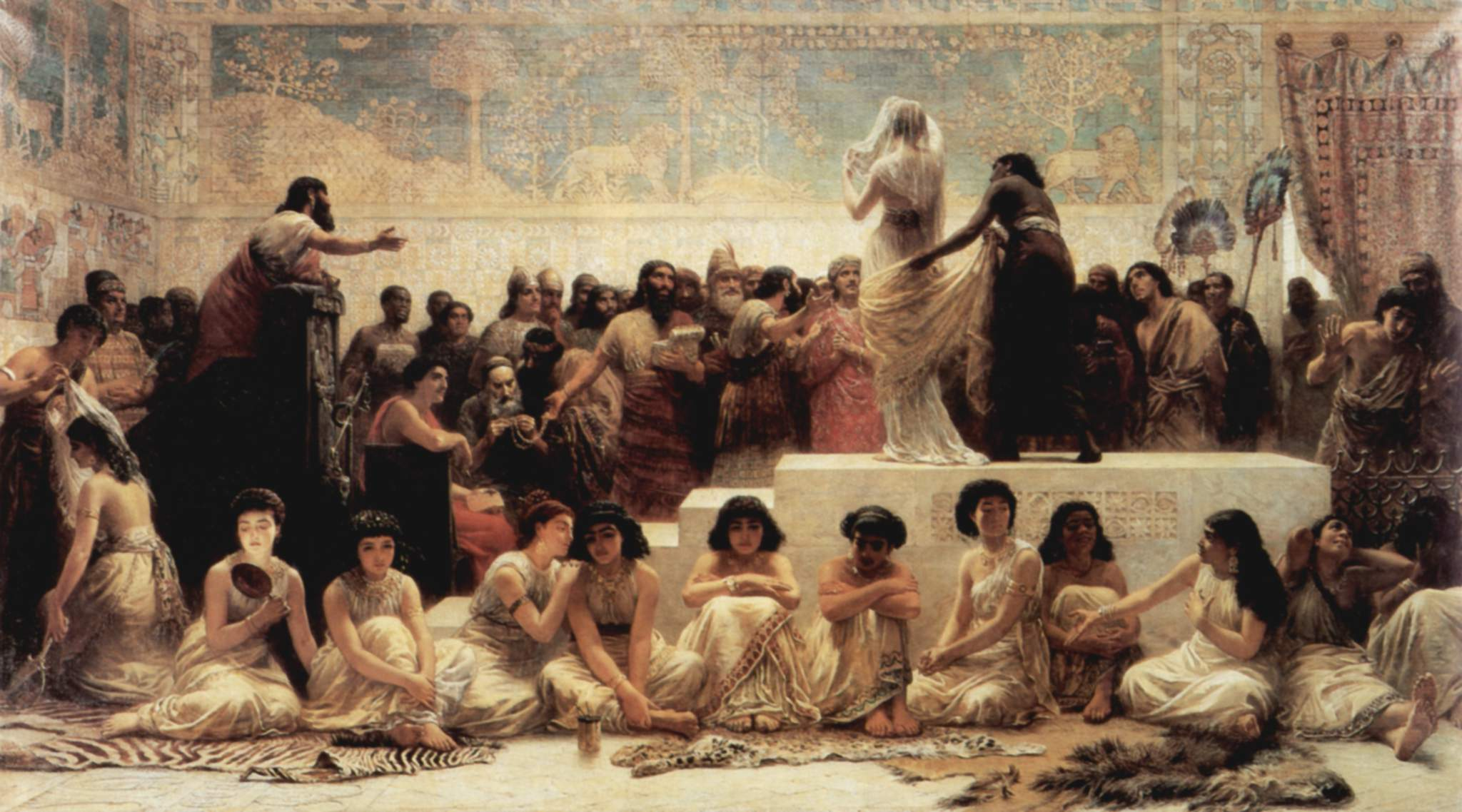
Вавилонский рынок невест (1875)
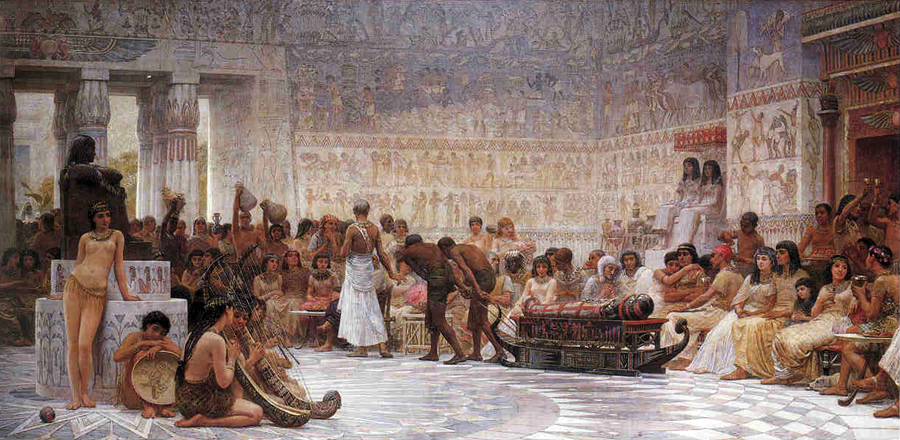
Египетский праздник (1877)
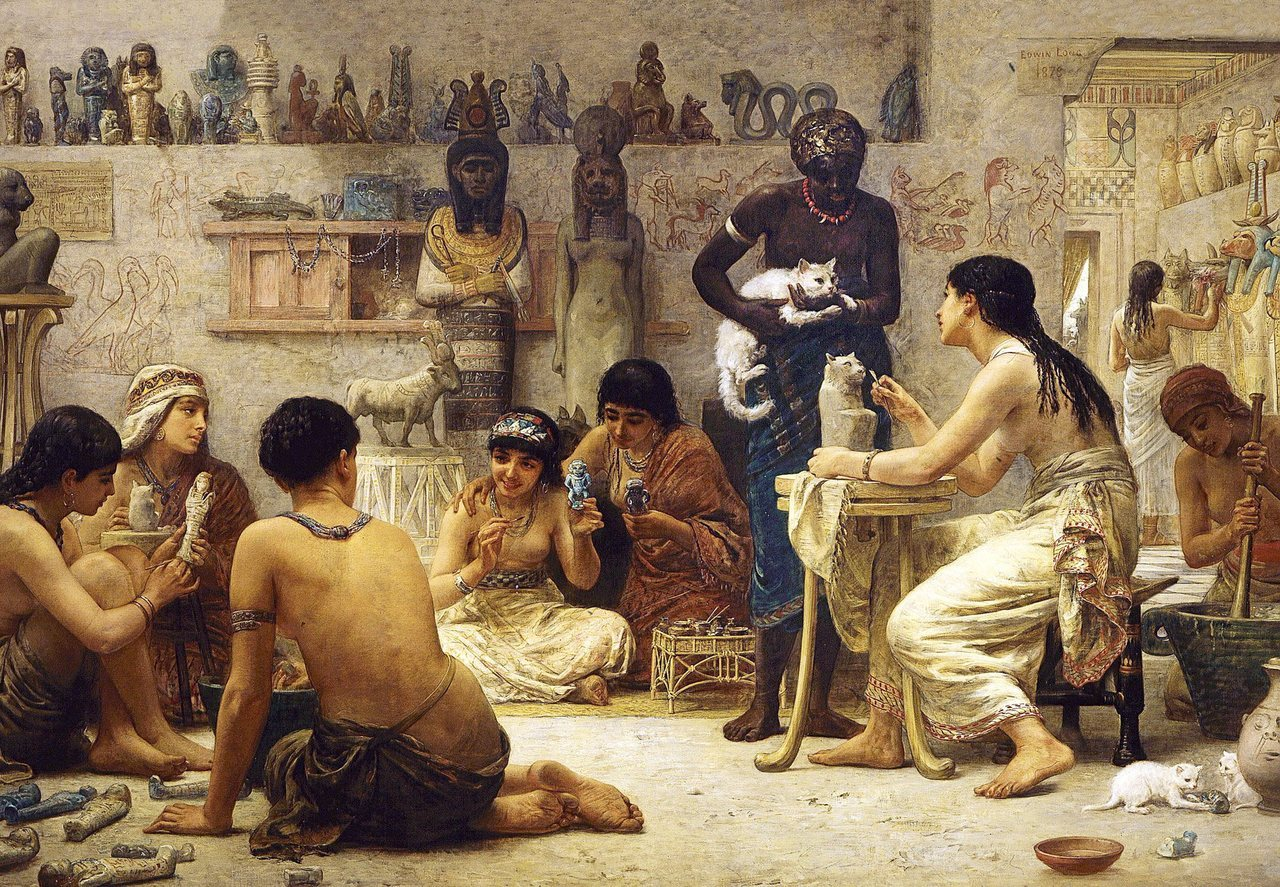
Боги и их создатели (1878)
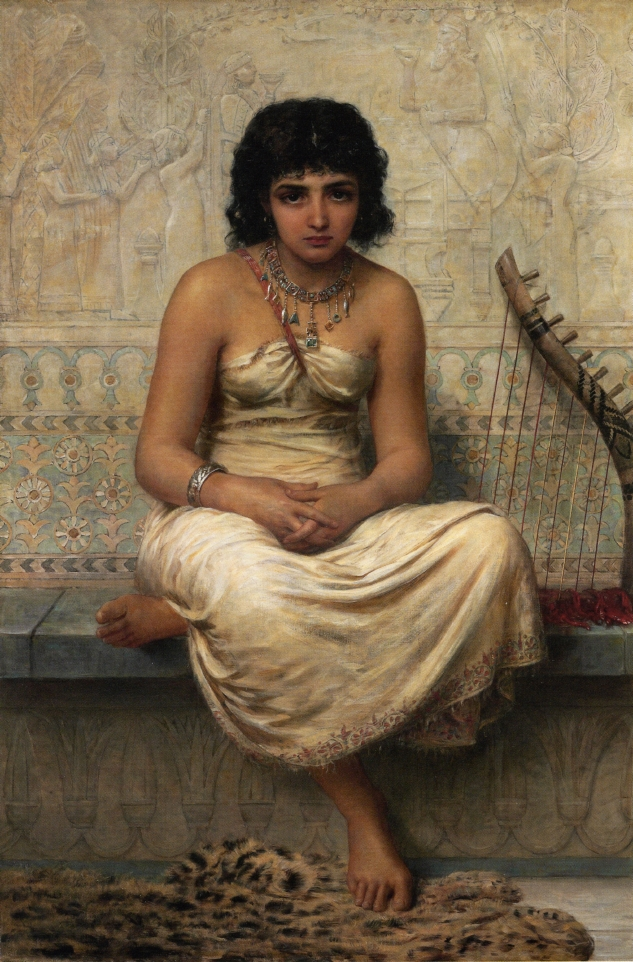
Ассирийская пленница (1880)
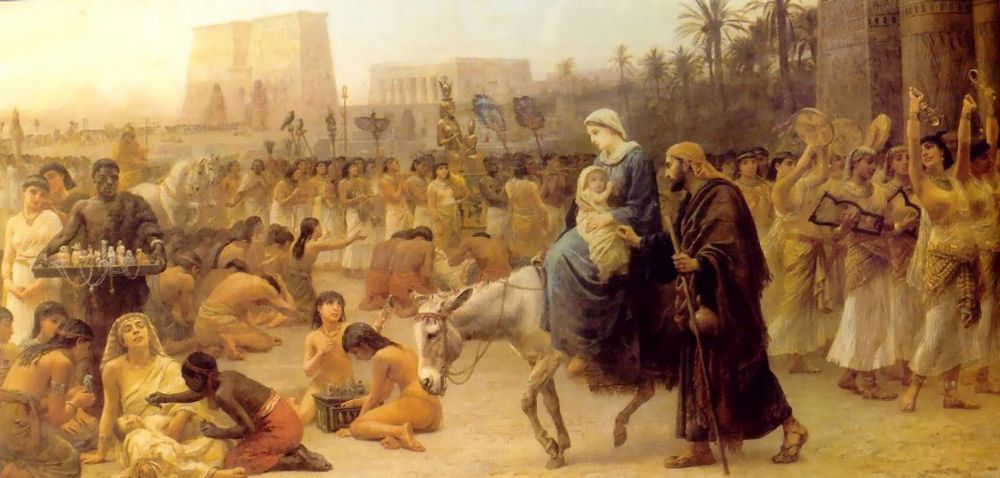
Бегство в Египет (1883)
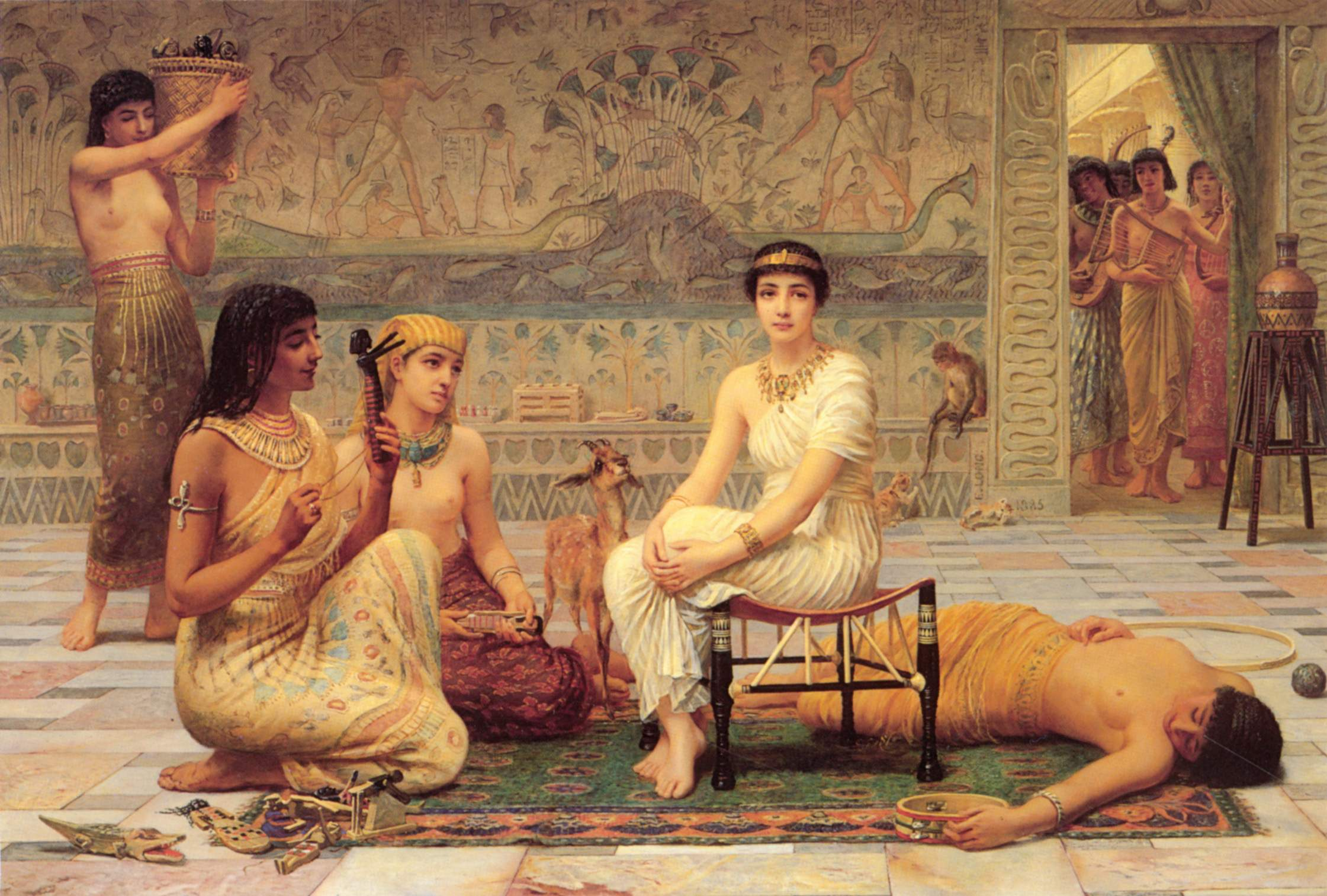
Муки любви (1885)
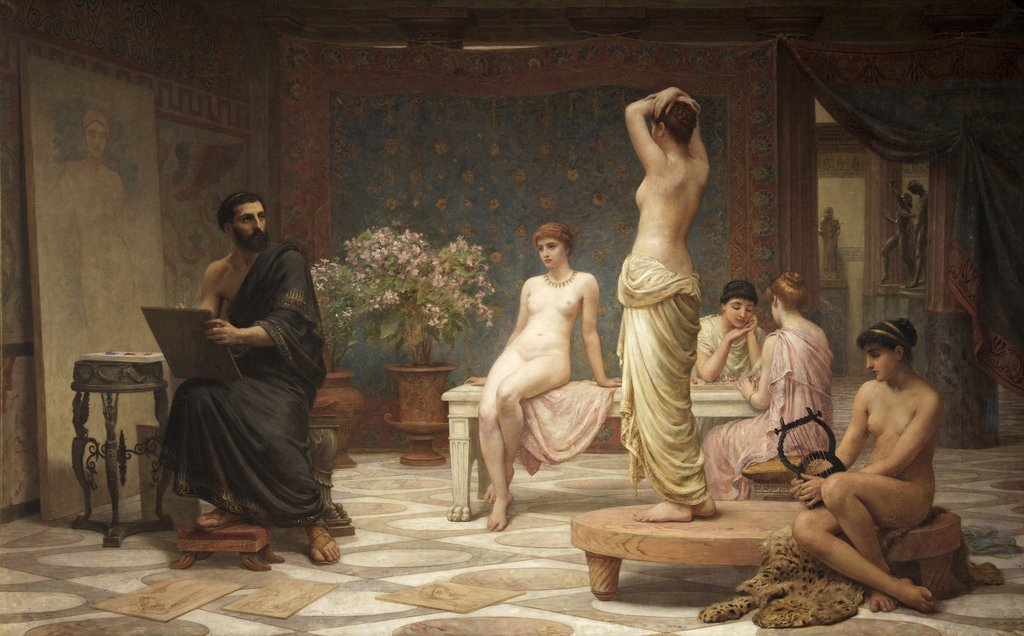
Пятёрка избранных (1885)
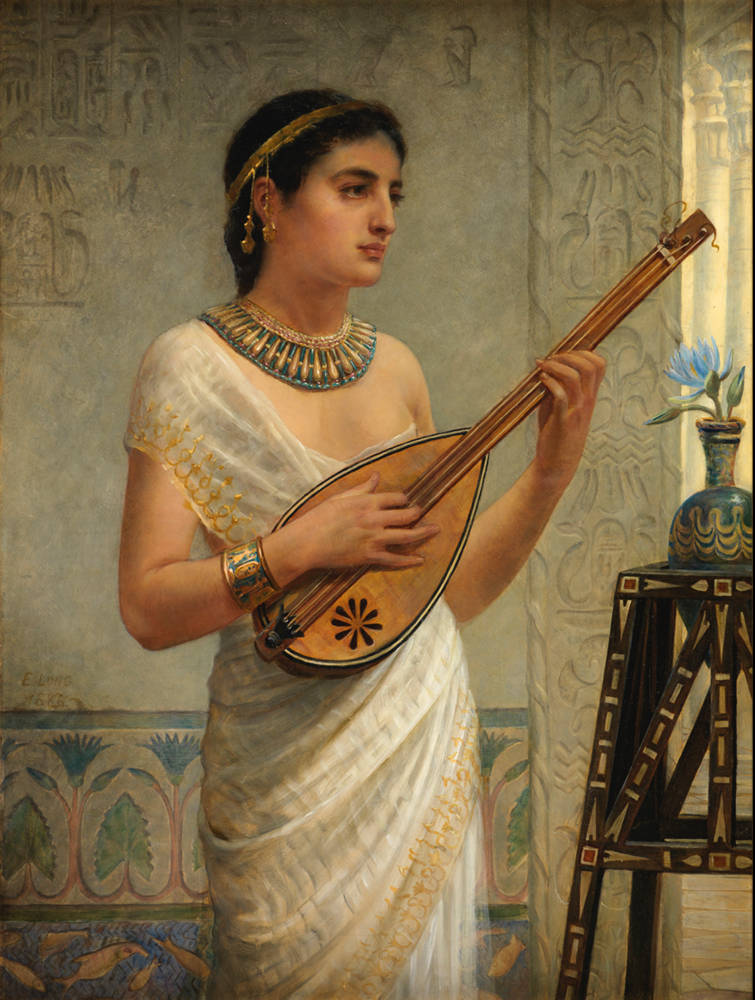
Лютнистка (1886)
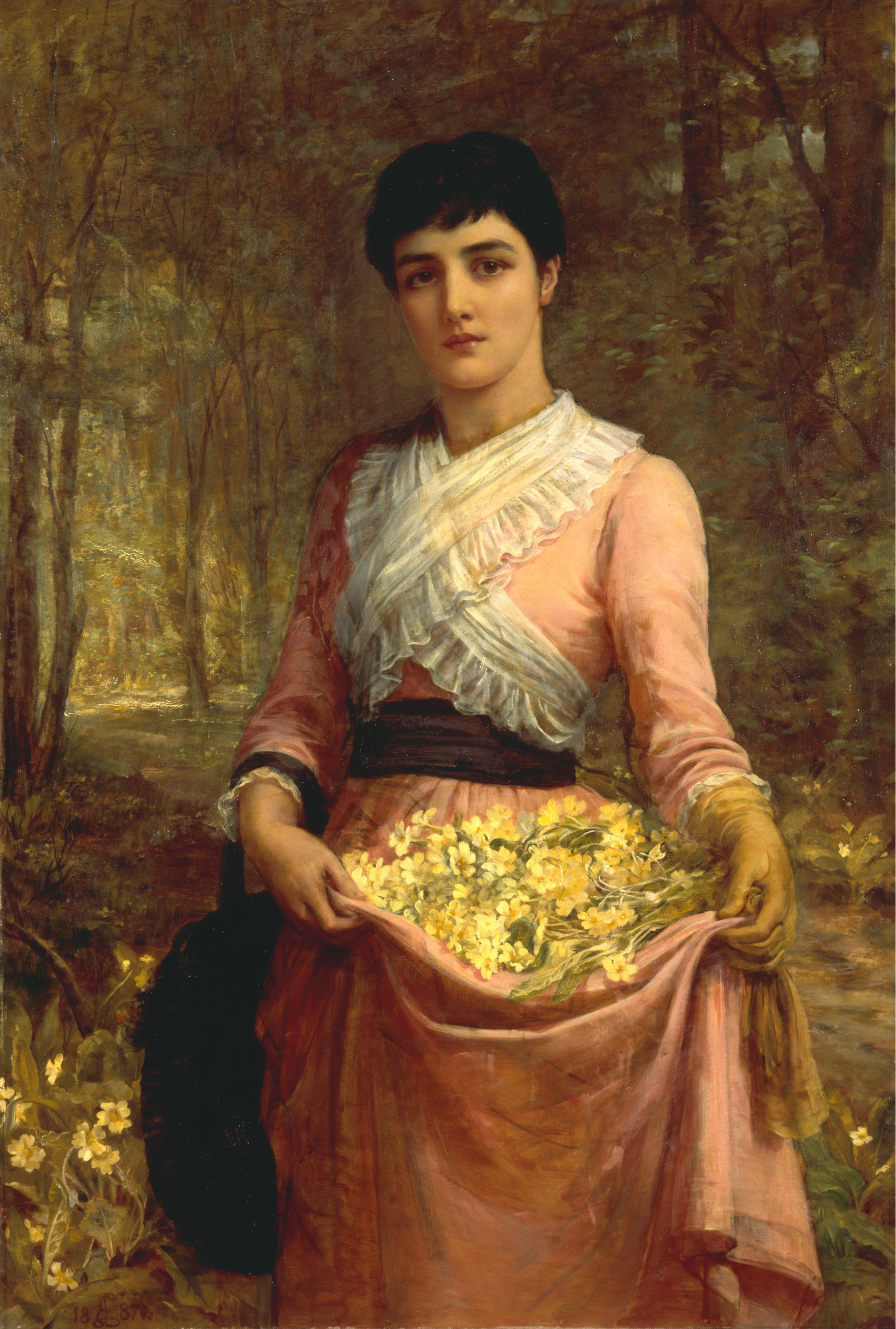
Англия — Первоцвет. Из серии «Дочери нашей империи» (1887)
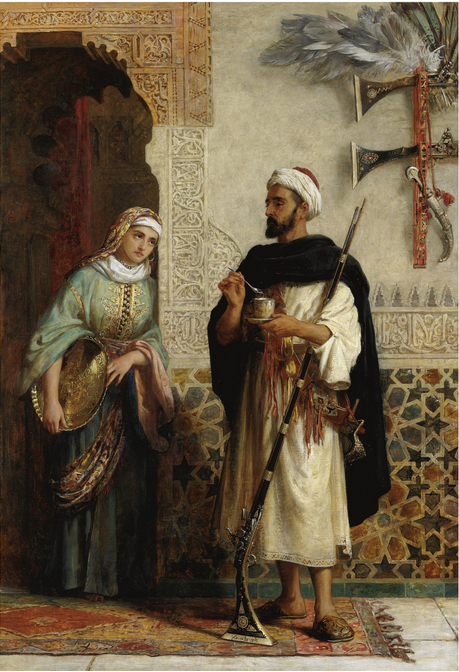
Дворцовый страж (1887)
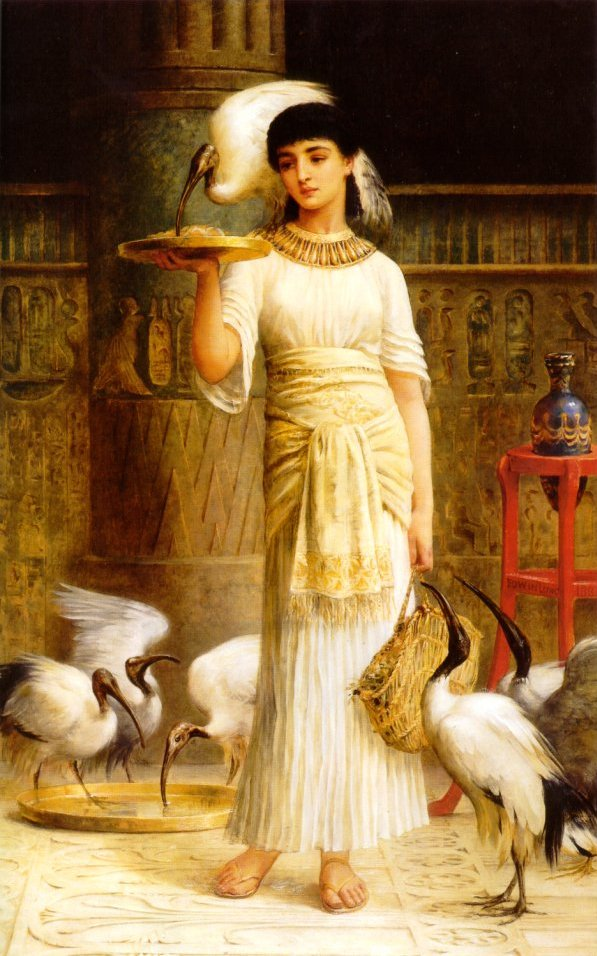
Служительница священных ибисов Алета в храме Исиды (1888)
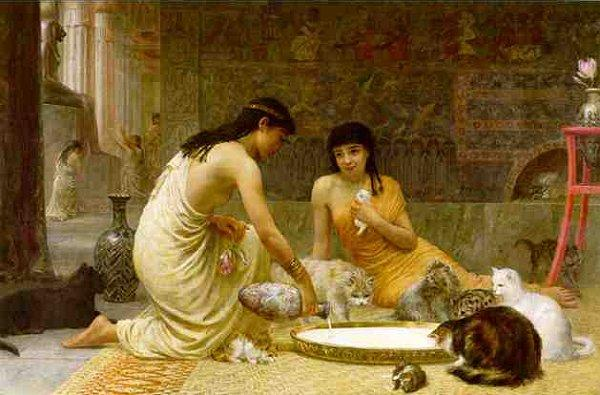
Священнодействие в честь Баст (1888)
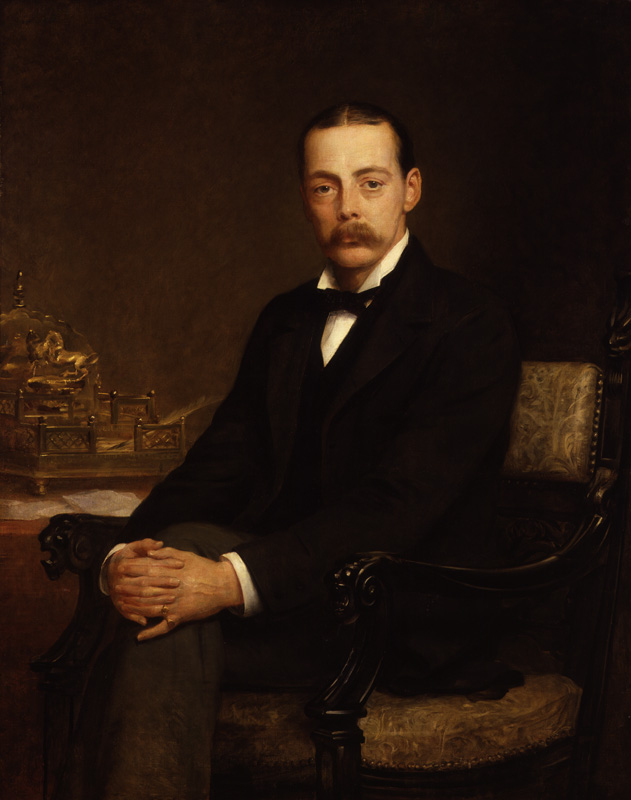
Лорд Рэндольф Черчилль (1888)
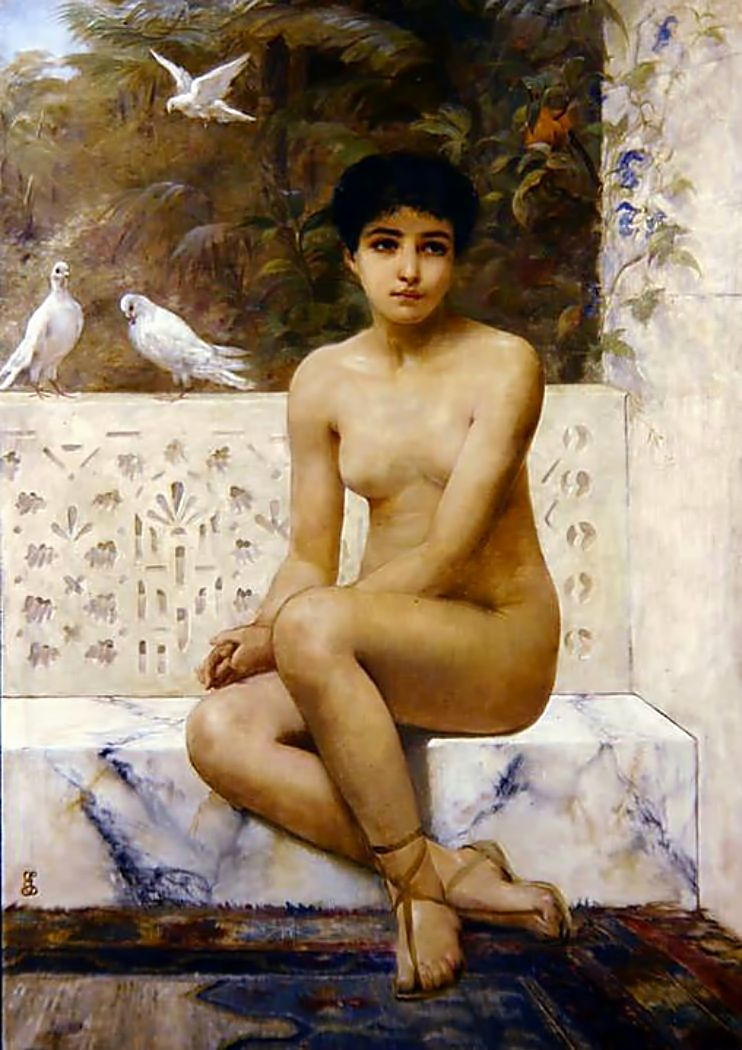
Готовая к купанию (1891)
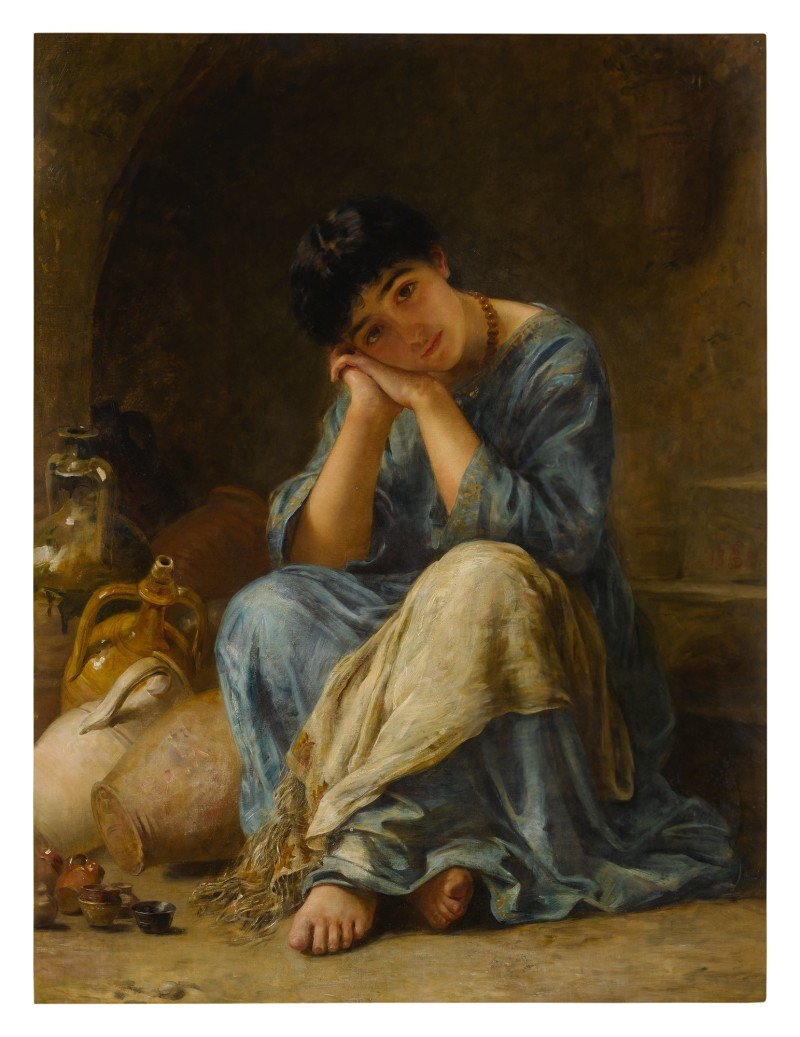
Ионийская продавщица глиняной посуды
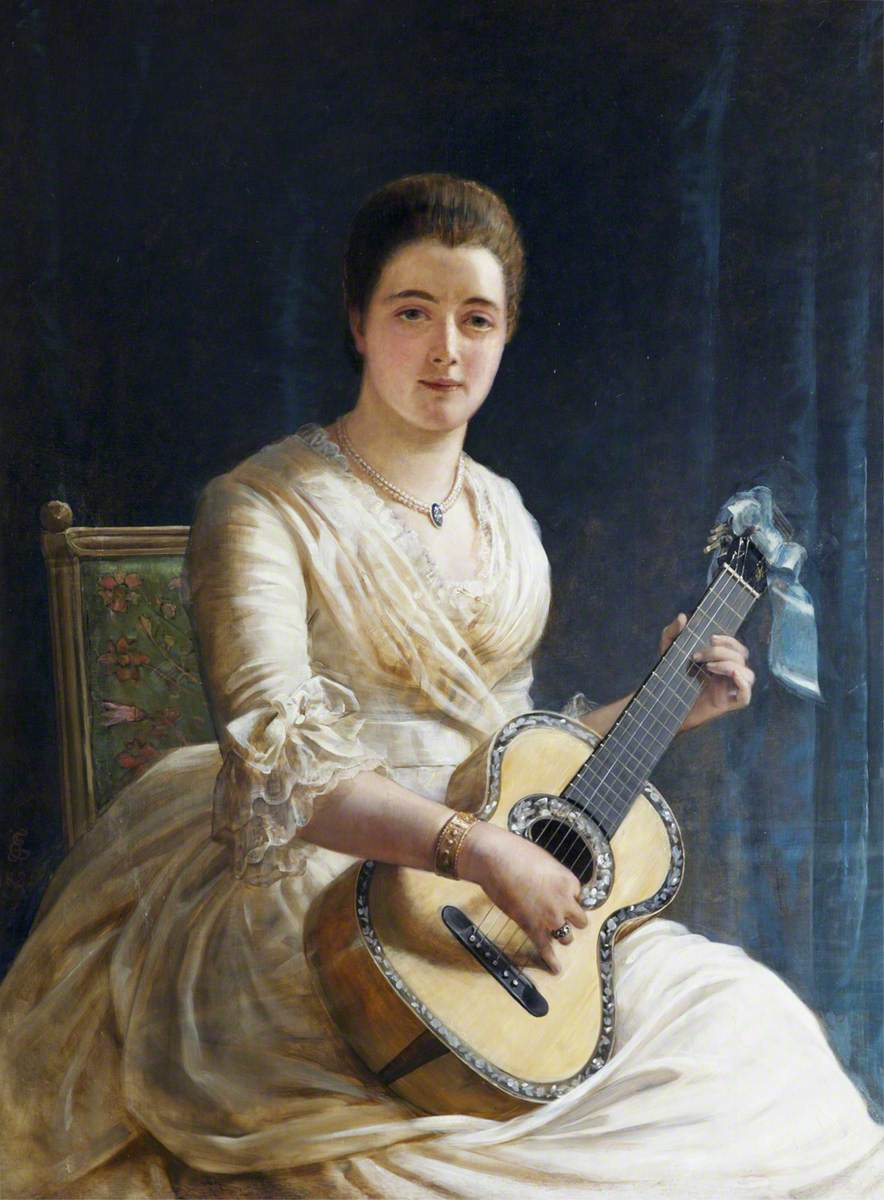
Портрет Мэри Дикинсон, виконтессы Клифден